# Ваха, Артур Викторович
Арту́р Ви́кторович Ва́ха (род. 13 января 1964, Ленинград) — советский и российский актёр театра, кино, озвучивания и дубляжа, заслуженный артист Российской Федерации (1999).

## Биография
Родился 13 января 1964 года в Ленинграде.
Мать — режиссёр, профессор, преподаватель актёрского мастерства Воля Васильевна Ваха, отец — актёр Виктор Артурович Ваха, эстонско-немецкого происхождения.
Дед по отцу — Артур Михайлович Ваха (род. 12 августа 1900), уроженец Юрьевского уезда Лифляндской губернии, окончил торговую школу в Юрьеве и в декабре 1917 года переехал в Петроград. В октябре 1918 мобилизован в РККА, служил телефонистом в 167-м отдельном стрелковом батальоне полка внутренней охраны Петрограда, затем работал в местном совнархозе, жил на Зверинской улице, д. 7/9, кв. 14. В Петрограде Артур Михайлович познакомился со своей землячкой Ундиной Бенитой Адовной Фельдман (род. 16 сентября 1895), которая жила здесь с 1915 года. Летом 1920 года они вместе оптировались в Эстонию, поселившись в Тарту, однако вскоре вернулись в Петроград, где поженились 4 февраля 1922 года. Семья жила на проспекте Карла Маркса, д. 101, кв. 20, Артур Михайлович работал шофёром.
Впервые Артур вышел на сцену театра имени Ленсовета ещё шестилетним мальчиком. Его дебютом стала роль Алёши Чешкова в постановке Игоря Владимирова «Человек со стороны».
В 1980 году поступил в ЛГИТМиК на курс В. Петрова, учился вместе с Александром Лыковым и Ларисой Гузеевой.
По окончании обучения актёр получает приглашение в Ленинградский Театр комедии. Но вскоре происходит некоторая корректировка творческих планов актёра: полтора года уходит на службу в армии в учебном танковом ремонтном батальоне (в/ч 10836) гвардейской Сертоловской мотострелковой дивизии в Сертолово-1. Закончил службу в посёлке Сапёрное. Воинское звание — старший сержант.
В 1986 году начинает работать в Театре комедии, на сцену которого выходит и по сей день, но уже в качестве приглашённого актёра. С 2005 года Артур Викторович принят в труппу Театра имени Ленсовета.
Работа в кинематографе начинается с 1980-х годов, причём как в кадре, так и за кадром, отдельные роли и озвучивание сериалов «Бандитский Петербург» и «Улицы разбитых фонарей». Озвучил персонажа Майкла Айронсайда в фильме «Терминатор: Да придёт спаситель», Пророка в «Суррогатах», а также заглавного героя в исполнении Сильвестра Сталлоне в фильме «Рокки Бальбоа».

## Личная жизнь
Первая жена — актриса Ирина Цветкова. Дочь Мэри (род. 1993).
Фактическая жена — актриса Виктория Романенко. Сын Иван.

## Роли в театре

### Театр комедии им. Н. П. Акимова
За 20 лет выпустил более 20 спектаклей. Основные роли:
- 1986 — «Двенадцатая ночь», реж. Ю. Аксёнов — сэр Эндрю Эгьюйчик
- 1990 — «Тень», реж. Ю. Аксёнов — Тень
- 1993 — «Страсти по Мольеру», реж. В. Крамер — Клеонт
- 1994 — «Виновник торжества», реж. Ю. Аксёнов — Игорь
- 1995 — «Клавир для начинающих карьеру», реж. Т. Казакова — Бобырёв
- 1997 — «Как важно быть серьёзным», реж. И. Макаров — Алджернон
- 1997 — «Мой вишнёвый садик» А. Слаповского, реж. Т. Казакова — Азалканов
- 1998 — «Зойкина квартира», реж. Ю. Аксёнов — Аметистов
- 2000 — «Деревенская жена», реж. Т. Казакова — мистер Хорнер

### Приют Комедианта
- 2000 — «Кушать подано!!!» по мотивам русских водевилей, реж. А. Арефьев

### Театр «Фарсы»
- 2001 — «Село Степанчиково и его обитатели», по Ф. М. Достоевскому, реж. В. Крамер — Бахчеев

### БДТ им. Г. А. Товстоногова
- 2001 — «Таланты и поклонники», реж. Н. Пинигин — Ераст Громилов

### Русская антреприза имени Андрея Миронова
- 2002 — «Смерть Тарелкина», реж. Ю. Бутусов — Свидетели, свидетельницы и прочие

### Театр имени Ленсовета
- 2005 — «Заговор чувств», реж. М. Бычков — Андрей Бабичев
- 2007 — «Варвары», реж. А. Нордштрем — Егор Черкун
- 2009 — «Заповедник», реж. В. Сенин — Борис Алиханов
- 2012 — «Смерть коммивояжёра», реж. О. Ерёмин — Вилли Ломен
- 2019 — «Фальшивая нота», пост. В. Петров — Миллер
- 2021 — «Мещане», реж. В. Сенин — Василий Васильевич Бессеменов

### Концертный зал Колизей
- 2012 — «Пять вечеров», реж. В. Сенин — Александр Петрович Ильин

### МХТ имени А. П. Чехова
- 2023 — «Авлабар, или Новая Ханума», реж. В. Крамер — князь Васо Пантыашвили

## Фильмография
- 1984 — Капитан Фракасс — гвардеец кардинала
- 1987 — Среда обитания — Бугаев, помощник следователя
- 1987 — Кто ты, всадник? — Зайцев
- 1990 — Бакенбарды — «Херц», лидер «Капеллы»
- 1990 — Анекдоты — Дьявол
- 1992 — Третий дубль — певец Орешников
- 1992 — Чича — Артур, рэкетир
- 1993 — Заповедник — Алле-Оп (неандерталец)
- 1993 — Ты у меня одна — шумный сосед Тимошина
- 1995 — Всё будет хорошо! — администратор театра
- 1995 — Четвёртая планета
- 2000 — Империя под ударом — эсер / озвучка некоторых персонажей
- 2000 — 2001 — Убойная сила 2 — Ставриди
- 2001 — Агент национальной безопасности 3 (30-я серия) — Василенко
- 2002 — Убойная сила 4 — Ставриди
- 2002 — Агентство НЛС — Сергей Рубашкин, неверный муж
- 2002 — По имени Барон — «Хамчик» (4—7 серии)
- 2002 — Время любить — Никитин
- 2003 — Линии судьбы — доктор Алексей Суздальцев
- 2003 — Срочный фрахт — О’Хидди
- 2004 — Иванов и Рабинович — Арон Рабинович (Иванов)
- 2004 — Женский роман — Солдатов
- 2004 — Повторение пройденного — Юлий Зарубин
- 2005 — Одна тень на двоих — капитан
- 2005 — Брежнев — Брежнев в молодости
- 2005 — 2007 — Морские дьяволы (8-я серия) — Матус
- 2005 — Королевство кривых... — сутенёр
- 2005 — Решение проблем — доктор Малыш
- 2006 — Клиника — Ламицкий / Шлоссер
- 2006 — 7 кабинок — киллер
- 2006 — Ментовские войны 3 — Абрамов
- 2007 — Свой-чужой — Сергей Гамерник
- 2007 — Закон мышеловки — шулер
- 2007 — Срочно требуется Дед Мороз — Антон Сергеевич Кораблёв
- 2007 — Гаишники — «Жгут»
- 2007 — Любовь под надзором — Сорокин, Настин начальник
- 2008 — Каменская 5 (серия «Реквием») — Ярослав Зотов
- 2008 — Игра — массажист сборной России Виктор Петрович
- 2008 — Смерть шпионам: Крым — Николай Петрович Маточкин, капитан, Герой Советского Союза
- 2008 — Трудно быть мачо — Александр
- 2008 — Европа — Азия — Касик
- 2008 — На крыше мира — автолюбитель
- 2008 — Опасная комбинация — полковник милиции Егоров
- 2008 — Александр. Невская битва — глава боярского вече
- 2009 — Придел Ангела — отец Владимир
- 2009 — Черта — Васин
- 2009 — Личное дело капитана Рюмина — Гурген Вартанович Пашинян, судмедэксперт
- 2009 — Дыши со мной — Вадим
- 2009 — Стерва — Самвэл
- 2009 — Вербное воскресенье — Михаил Кузьмич, руководитель телеканала
- 2010 — Лиговка — «Лёха Чёрт», авторитет, «король Лиговки»
- 2011 — Фурцева. Легенда о Екатерине — Леонид Ильич Брежнев
- 2011 — Очкарик — Корешников, «Кореец»
- 2011 — Заяц, жаренный по-берлински — шеф-повар ресторана «Метрополь» Пётр Егорович Ломов
- 2011 — Пилот международных авиалиний — Артемий Александрович Круглов, бизнесмен
- 2011 — Беглец — Олег Свешников
- 2011 — Бежать — Арсен Афлиди
- 2011 — Военная разведка: Первый удар — Леончук
- 2012 — Небесный суд — дон Серджио Аморе, глава клана Аморе
- 2012 — Восьмидесятые — Дмитрий Борисович Чепелев, бывший ухажёр Людмилы; метрдотель ресторана (1—4 сезоны)
- 2012 — Белая гвардия — поручик Заманский
- 2012 — Бездна — Михаил Александрович Чирков
- 2012 — Хмуров — Коростылёв
- 2012 — Право на правду — Сергей Владимирович Прохоров
- 2012 — Метод Фрейда — Вячеслав Дмитриевич Галчанский, начальник следственного управления, Государственный советник юстиции 3 класса (генерал-майор прокуратуры), друг Романа Фрейдина («Фрейда»).
- 2012 — Чужой район 2 — Полесов
- 2013 — Дорогая — Павел Чаусов (Чаус), главарь банды
- 2013 — Розыскник — Борис Сергеевич Лужаев, чиновник
- 2013 — Двое с пистолетами — Осип Михайлович Милькис, эксперт-криминалист
- 2014 — Гена Бетон — Алик Камаев, помощник Фатьянова
- 2014 — Крёстный — Иван Край, рок-музыкант
- 2014 — Умельцы — Старовойтов, художник, бывший муж «Лисы»
- 2014 — Тест на беременность — Олег Викторович Саморядов, главврач клиники в Санкт-Петербурге
- 2014 — Охотники за головами — Владимир Викторович
- 2014 — Мама дарагая! — Штырь
- 2014 — До свидания, мальчики — Михаил
- 2014 — Другой майор Соколов — Пётр Сергеевич Грязнов («Бульдог»), оперативник-ветеран
- 2015 — Батальонъ — солдат
- 2015 — Последняя электричка — Арсений Львович
- 2015 — Метод Фрейда 2 — Вячеслав Дмитриевич Галчанский, начальник следственного управления, Государственный советник юстиции 3 класса (генерал-майор прокуратуры), друг Романа Фрейдина («Фрейда»).
- 2015 — Лучше не бывает — Шнурок
- 2015 — Погоня за тремя зайцами — «Бульдог»
- 2015 — Охотник за головами — Фадей
- 2015 — Спутники — Кравцов
- 2015 — Фантазия белых ночей — Константин Рэйнер
- 2015 — Следователь Тихонов — Лёха, скульптор
- 2016 — Так сложились звёзды — Владимир Шляхтин, генерал-майор
- 2016 — Челночницы — Григорий Печёнкин («Беркут»), криминальный авторитет
- 2016 — Ледокол — профессор медицины Акулов
- 2016 — Опекун — Стас
- 2016 — Колодец забытых желаний — Виктор Иванович Назаров
- 2016 — Семейные обстоятельства — Марк
- 2016 — Мотылёк — Петрович, дальнобойщик
- 2016 — Двое против смерти — Георг
- 2016 — Контрибуция — Леонард Варфоломеевич Калмыков, промышленник
- 2017 — Пять минут тишины — Фёдор Дмитриевич Поляков, генерал МЧС, дядя Грека
- 2017 — Майор Соколов. Игра без правил — Пётр Сергеевич Грязнов
- 2017 — Салют-7 — врач-психотерапевт
- 2017 — Ветер перемен — Давид
- 2017 — Один — Фарбер
- 2017 — Запасной игрок — Вячеслав Николаевич
- 2017 — Кумир — Баринов
- 2017 — Про Веру — Станислав Игоревич, прокурор города
- 2018 — Просто роман — Паша
- 2018 — Окончательный приговор — Андрей Иванович
- 2018 — Дом с чёрными котами — Варендорп
- 2018 — Обман — Илья
- 2018 — Пять минут тишины. Возвращение — Фёдор Дмитриевич Поляков, генерал МЧС, дядя Грека
- 2018 — Прощаться не будем — Дмитрий Токарев, майор государственной безопасности, начальник Управления НКГБ — НКВД по Калининской области
- 2018 — Купчино — Дмитрий Фёдорович Самойлов
- 2018 — Криминальный журналист — Автандил
- 2019 — Пекарь и красавица — Матвей Андреевич Гаврилов, папа Андрея, Ивана и Кати, муж Нины, владелец «Пекарни Гавриловых»
- 2019 — В клетке — Рубен
- 2019 — Снежная королева — Гирш
- 2019 — Холоп — майор полиции, приятель Павла
- 2019 — Тест на беременность 2 — Саморядов, главврач клиники в Санкт-Петербурге
- 2019 — Охота на певицу — Борис Андреевич Сапрыкин / Сальвадор
- 2019 — Старые кадры — Игорь Валентинович Сомов
- 2019 — Снежная королева — Гирш
- 2020 — Зелёный фургон — Степан Бородин, «Боцман», бывший бандит «Филин»
- 2020 — Карамора — П. Н. Ткачёв
- 2020 — Просто представь, что мы знаем — Георгий Фридрихович Папа
- 2020 — Сжигая за собой мосты — Александр Орлов, отец Анны
- 2020 — Мавки — Виктор Шинкар
- 2021 — Миссия «Аметист» — Питер Блэкуотер
- 2021 — За час до рассвета — Иван Иванович Иванов, он же Платон Александрович Глебов («Граф»)
- 2021 — Бендер: Последняя афера — турок
- 2022 — Исправление и наказание — Виктор Петрович Верхоланцев, отец Алёны, Марины и Кости
- 2022 — Мистер Нокаут — начальник училища
- 2022 — Многоэтажка — лифтёр
- 2022 — Янычар — зодчий Фёдор Конь
- 2022 — Время года зима — Николай
- 2022 — Химера — Пётр Глушко, генерал полиции
- 2022 — Открывай, полиция! — Артемьев
- 2022 — Доктор Иванов 2. Жизнь после смерти — Осташков
- 2022 — Доктор Иванов 3. Чужая правда — Осташков
- 2022 — Доктор Иванов 4. Мать и сын — Осташков
- 2022 — Сны — Саид Расулович Ахмедов, бизнесмен
- 2022 — Тайный Санта — Санта
- 2022 — Лихорадка — Борзунов
- 2023 — Крутые меры — подполковник Олег Гордеев
- 2023 — Арт и Факт — Шишкин
- 2023 — Большой дом — Строганов
- 2023 — Цербер — Пётр Никодимович
- 2023 — Хозяин — Хрипой
- 2024 — Мосгаз. Метроном — Гаранин, директор концертного зала Москонцерта

## Озвучивание
- 2025 — Волшебник Изумрудного города. Дорога из жёлтого кирпича — Трусливый лев

## Дубляж

### Фильмы

#### Сильвестр Сталлоне
- 2006 — Рокки Бальбоа — Рокки Бальбоа[7][8]
- 2017 — Стражи Галактики. Часть 2 — Стакар Огорд[7]

#### Энди Серкис
- 2015 — Звёздные войны: Пробуждение силы — Сноук[7][9]
- 2017 — Звёздные войны: Последние джедаи — Сноук[7][9]

#### Другие фильмы
- 1997 — Без лица — Уолтен (Джон Кэрролл Линч)[8]
- 1999 — Звёздные войны. Эпизод I: Скрытая угроза — Капитан Панака (Хью Куорши)[9]
- 2002 — Астерикс и Обеликс: Миссия «Клеопатра» — Гоблинус (Жерар Дармон)[9]
- 2004 — Хеллбой: Герой из пекла — Хеллбой (Рон Перлман)[8]
- 2007 — Нефть — Дэниел Плейнвью (Дэниел Дей-Льюис)[10]

### Мультфильмы и мультсериалы
- 1994—1996 — Тик-герой — Тик[8]
- 1995 — История игрушек — мистер Картофельная Голова[8][9]
- 1999 — История игрушек 2 — мистер Картофельная Голова[8][9]
- 2001 — Корпорация монстров — Снежный человек[9]
- 2004 — Подводная братва — рак-отшельник Джо-Шизо[9]
- 2010 — История игрушек: Большой побег — мистер Картофельная Голова[8][9]